# Fauna Antarktidy

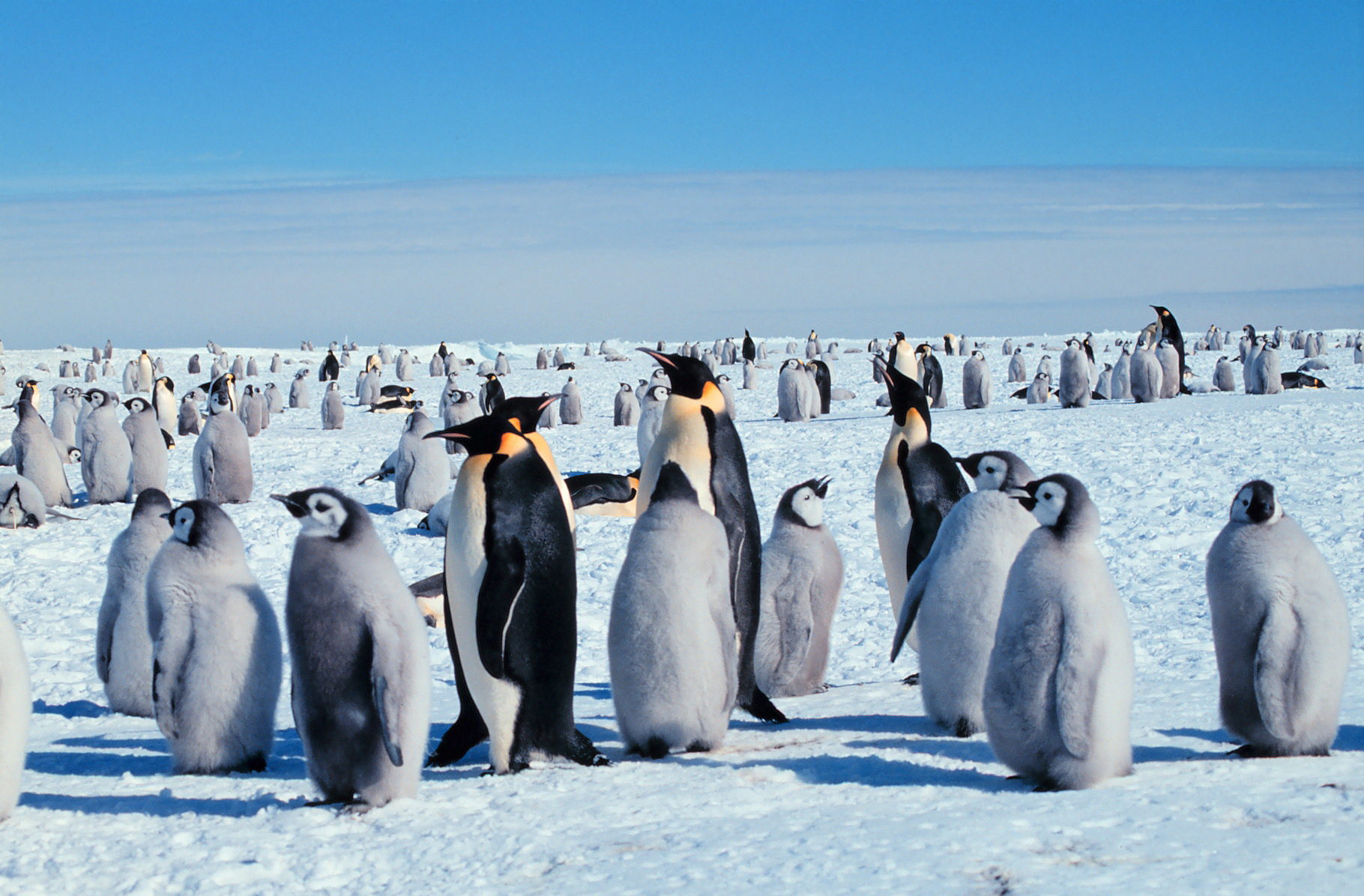
Dospělí tučňáci císařští s mláďaty

Antarktická zvířena je vzhledem k nehostinným přírodním podmínkám Antarktidy chudá, ale přece jen bohatší než její flóra. Větší množství živočichů se vyskytuje v moři, bohatém na potravu. Souš je osídlena pouze sporadicky.
Poměrně hojně se na Antarktidě vyskytují různí drobní bezobratlí – roztoči, mouchy, žábronožky, chvostoskoci, želvušky, vířníci a jiní. Velký význam mají malí vodní korýšci, tvořící kril, hlavní potravu mnoha mořských živočichů. V Rossově moři byl nalezen také největší známý hlavonožec, kalmar Hamiltonův (Mesonychoteuthis hamiltoni).
Na Antarktidě zcela chybí obojživelníci a plazi. Z ryb jsou nejpočetnější čeledi ledařkovití (Channichthyidae) a slimulovití (Zoarcidae).

## Ptáci
Hojněji se vyskytují ptáci, zejména trubkonosí a samozřejmě také tučňáci, symbol Antarktidy. Jen několik druhů ptáků však na Antarktidě hnízdí.
Objevuje se zde:
- tučňák císařský (Aptenodytes forsteri) – hnízdí
- tučňák kroužkový (Pygoscelis adeliae) – hnízdí
- tučňák uzdičkový (Pygoscelis antarctica) – hnízdí výhradně na antarktickém poloostrově
- tučňák oslí (Pygoscelis Papua) – hnízdí výhradně na antarktickém poloostrově
- tučňák patagonský (Aptenodytes patagonicus) – výjimečný výskyt (spíše mimo chovné období)
- tučňák chocholatý (Eudyptes sclateri) – výjimečný výskyt (spíše mimo chovné období)
- tučňák královský (Eudyptes schlegeli) – výjimečný výskyt (spíše mimo chovné období)
- tučňák žlutorohý (Eudyptes chrysolophus) – výjimečný výskyt (spíše mimo chovné období)
- štítonos světlezobý (Chionis albus)
- rybák dlouhoocasý (Sterna paradisaea)
- rybák jižní (Sterna vittata)
- albatros královský (Diomedea epomophora)
- albatros stěhovavý (Diomedea exulans)
- albatros světlohřbetý (Phoebetria palpebrata)
- albatros šedohlavý (Diomedea chrysostoma)
- buřňák modravý (Halobaena caerula)
- buřňák kapský (Daption capensis)
- buřňák obrovský (Macronectes giganteus)
- buřňák Hallův (Macronectes halli)
- buřňák antarktický (Thalassoica antarctica)
- buřňák sněžní (Pagodroma nivea)
- buřňák jižní (Fulmarus glacialoides)
- buřňáček Wilsonův (Oceanites oceanicus)
- buřňáček černobřichý (Fregetta tropica)
- buřňáček šedohřbetý (Garrodia nereis)
- kormorán císařský (Phalacrocorax atriceps)
- racek jižní (Larus dominicanus)
- chaluha antarktická (Catharacta maccormicki)
- chaluha subantarktická (Catharacta lonnbergi)

## Savci
V antarktických vodách žije celkem 19 druhů savců, ale pouze někteří ploutvonožci se objevují také na pevné zemi. Kytovci často v zimních měsících odplouvají do teplejších moří. Tam se také rodí mláďata, která by v příliš chladné vodě nepřežila. Na jaře se však kytovci vrací, protože v polárních mořích nalézají dostatek potravy.
Žijí zde:
- lachtan antarktický (Arctocephalus gazella)
- rypouš sloní (Mirounga leonina)
- tuleň krabožravý (Lobodon carcinophagus)
- tuleň leopardí (Hydrurga leptonyx)
- tuleň Wedellův (Leptonychotes weddellii)
- tuleň Rossův (Ommatophoca rossi)
- velryba jižní (Eubalaena australis)
- plejtvák malý (Balaenoptera bonaerensis)
- plejtvák sejval (Balaenoptera borealis)
- plejtvák myšok (Balaenoptera physalus)
- plejtvák obrovský (Balaenoptera musculus)
- keporkak (Megaptera novaeangliae)
- sviňucha jižní (Phocoena dioptrica)
- vorvaňovec Arnouxův (Berardius arnuxii)
- vorvaňovec plochočelý (Hyperoodon planifrons)
- vorvaň obrovský (Physeter macrocephalus)
- kosatka dravá (Orcinus orca)
- plískavice pestrá (Lagenorhynchus cruciger)
- plískavice strakatá (Cephalorhynchus commersonii)